# Klaartje Opdebeeck
Klaartje Opdebeeck is een personage uit de Vlaamse soapserie Wittekerke en werd gespeeld door Margot Neyskens. Zij speelde deze rol in de eerste zeven seizoenen, van 1993 tot 2000. In de eerste drie seizoenen had Klaartje een grote rol. Vanaf het begin van het vierde seizoen gaat ze op internaat en is ze minder te zien. In seizoen 11 keerde ze terug tot seizoen 13, van 2004 tot 2006. Hierna keerde ze nog twee afleveringen terug in seizoen 14, in 2007

## Personage
Klaartje is de eigenzinnige dochter van Frank en Nellie.

## Vertrek
Vertrek 1Nadat ze is aangerand door Jempi besluit Klaartje terug te keren naar Amerika.
Vertrek 2Ze gaat naar Roos om samen aan women2 te werken.

## Familie
- Frank Opdebeeck (wettelijke vader)
- Toon Tavernier (biologische vader)
- Nellie De Donder (moeder)
- Franky (zoon)
- Frans De Donder (grootvader)
- Julia De Donder (grootmoeder)